# نيل إيتكن
نيل إيتكن هو مترجم كندي، ولد في 1974 في فانكوفر في كندا.